# Baro Ferret
Pierre Joseph „Baro“ Ferret (* 1908 in Rouen; † 1978) war ein französischer Gypsy-Jazz- und Musette-Gitarrist und Komponist.

## Leben und Wirken
Der aus Rouen stammende Baro Ferret war der älteste der drei Brüder Ferret, die alle in Frankreich als Gitarristen bekannt waren und durch ihre Onkel ausgebildet wurden. Er trat schon früh mit seinen Onkeln in lokalen Tanzsälen auf und zog 1931 nach Paris. Dort wurde er bald als Banjospieler bzw. Gitarrist bei den Bals Musette bekannt, zunächst mit dem italienischen Akkordeonisten Vétese Guérino, mit dem er auch aufnahm. Baro Ferret spielte die Valse Musette mit Swingartikulation und improvisierte dabei in erster Linie mit dem Stilmittel der Akkordzerlegung (Arpeggio). Er nahm so Teile von Django Reinhardts Stilistik vorweg, mit dem er auch befreundet war. Zwischen 1935 und 1939 war Ferret Mitglied von dessen Quintette du Hot Club de France und war 1940 auch an seinem Projekt Django's Music beteiligt. Er ist auf etwa 80 Einspielungen Reinhardts zu hören, wie bei „St. Louis Blues“, „I Found a New Baby“ (1935), „Swing Guitars“ (1936) „My Melancholy Baby“ (1939) und zuletzt im März 1940 bei „Daphne“, „Tears“ und „Limehouse Blues“. 
Ferret nahm 1938 einige Stücke unter eigenem Namen auf. In Frankreich war er jedoch vor allem als Komponist und Interpret von Musettewalzern und Begleiter von Akkordeonisten bekannt. Zu seinen frühen Bal-Musette-Kompositionen zählt „Swing-Valse“, das er mit Gus Viseur schrieb. Ferret brachte wie hier auch in anderen Kompositionen, bevor Shorty Rogers, Horace Silver oder Dave Brubeck dies taten, rhythmische Strukturen im 3/4- und 6/8-Metrum in den Jazz. 1946 spielte er mit dem Akkordeonisten Jo Privat und seinem Bruder Sarane Ferret Panique und die anspruchsvolle Komposition La Folle ein, die seine Neffen Boulou und Elios Ferré neuinterpretiert haben. 1948 entstanden modernere, vom Bebop beeinflusste Stücke wie „L’inattendu“ und „Le départ de Zorro“, das auch im Repertoire von Marcel Azzola ist. Ab den 1950er Jahren trat er nur noch gelegentlich öffentlich auf. Hauptberuflich hatte er wechselnde Bars (Baro-Bar im Pigalle, La point d'interrogation in einer Pariser Vorstadt, Barreaux Vert, La Lanterne am Port de Champerret) und war in seinerzeit kriminelle Aktivitäten wie Prostitution verwickelt, so dass er insgesamt mit Unterbrechungen 15 bis 20 Jahre im Gefängnis saß. Unter eigenem Namen nahm er ein Album auf, Swing Valses d’Hier et Au’jourd’ui, das von Charles Delaunay produziert wurde und auf Delaunays Anregung entstand (Neuaufnahmen seiner verlorenen Bebop-Walzer, die Django Reinhardt seinerzeit bewunderte) und auf dem auch sein Bruder Matelo und der Organist Jean-Claude Pelletier zu hören sind. 1971 war er an den Aufnahmen zu Gus Viseurs Album Swing Accordeon beteiligt.

## Diskographische Hinweise
- Swing Valse d’Hier et Au’jourd’ui (Hot Club Records, Kompilation, ed. 1996)
- Les Fréres Ferret Les Gitanes de Paris 1938–1956 (Frémeaux et Associés)